# Station La Vavrette-Tossiat
Station La Vavrette-Tossiat is een spoorwegstation in de Franse gemeente Tossiat. Het station is gesloten.